# Evan Taylor
Evan Taylor (Savanna-la-Mar, 25 gennaio 1989) è un calciatore giamaicano, centrocampista del Mount Pleasant Academy.

## Carriera

### Nazionale
Tra il 2008 ed il 2014 ha giocato 10 partite nella nazionale giamaicana.

## Palmarès

### Club

#### Competizioni nazionali
- Premier League: 1

Harbour View: 2012-2013